# Hypsistarier
Die Hypsistarier (griechisch ὕψανίσται und ὕψιανοί) waren eine pagan-jüdische Religionsgruppe des 3. und 4. Jahrhunderts n. Chr., die hauptsächlich in Kappadokien, der römischen Provinz Cappadocia wirksam war.

## Hintergrund und Bedeutung
Ihre synkretistische Lehre bestand aus Elementen des Judentums, dem Christentum, dem Zoroastrismus und anderen orientalischen Religionen und Kulten. Die Hypsistarier hielten Feuer und Licht in Ehren, beachteten den Schabbat und jüdische Speisevorschriften, lehnten aber die Beschneidung ab. 
Der Name Hypsistarier leitet sich ab von der Verehrung nur eines höchsten Wesens, des Theos Hypsistos (griechisch ὕψιστος – hypsistos, der Höchste).
Erwähnt wurden die Hypsistarier im christlichen Werk Orationes theologicae von Gregor von Nazianz, dessen Vater der Sekte angehört hatte, und in Contra Eunomium libri von Gregor von Nyssa.

## Rezeption in der Neuzeit
Ins öffentliche Bewusstsein der Neuzeit sind die Hypsistarier durch Goethe gerückt worden, der sich im Zuge der Abfassung des West-östlichen Divans sehr mit Sekten und religiösen Gestalten beschäftigt hatte. In einem Brief an Sulpiz Boisserée bekennt er sich 
„zur Sekte der Hypsistarier, welche zwischen Heiden, Juden und Christen geklemmt, sich erklärten, das beste, vollkommenste, was zu ihrer Kenntnis käme, zu schätzen, zu bewundern, zu verehren, und insofern es also mit der Gottheit in nahem Verhältnis stehen müsse, anzubeten.“
„[…] Beyliegende Anfrage bitte gelegentlich zu beachten. Hypsistarier ist eine Secte, der man sich anschließen möchte, wenn sie sich erklären, nur das Höchste schätzen zu wollen. […]“
„[…] Des religiosen Gefühls wird sich kein Mensch erwehren, dabey aber ist es ihm unmöglich, solches in sich allein zu verarbeiten, deswegen sucht er oder macht sich Proselyten. Das letztere ist meine Art nicht, das erstere aber hab ich treulich durchgeführt und, von Erschaffung der Welt an, keine Confession gefunden, zu der ich aber in meinen alten Tagen von einer Secte der Hypsistarier, welche, zwischen Heiden, Juden und Christen geklemmt, sich erklärten, das Beste, Vollkommenste, was zu ihrer Kenntniß käme, zu schätzen, zu bewundern, zu verehren und, insofern es also mit der Gottheit im nahen Verhältniß stehen müsse, anzubeten. Da ward mir auf einmal aus einem dunklen Zeitalter her ein frohes Licht, denn ich fühlte, daß ich Zeitlebens getrachtet hatte, mich zum Hypsistarier zu qualificiren; das ist aber keine kleine Bemühung: denn wie kommt man in der Beschränkung seiner Individualität wohl dahin, das Vortrefflichste gewahr zu werden? […]“